# Jules de Polignac (duca 1746)
Jules François Armand de Polignac (Claye-Souilly, 7 giugno 1746 – San Pietroburgo, 21 settembre 1817) è stato un nobile e militare francese, I duca di Polignac; fu marito di Yolande de Polastron, la confidente della regina Maria Antonietta.

## Biografia
Nacque a Claye-Souilly dal visconte Louis Héracle Armand de Polignac (1717-1792), maresciallo di campo, primo scudiere del conte d'Artois e ambasciatore, e da sua moglie, Diane Adélaide Zéphirine Mancini (1726-1755), una nipote del duca di Nevers (nipote del famoso cardinale Mazzarino) e del duca di Noailles. Era nipote di Melchior de Polignac, il cardinale arcivescovo d'Auch. Portò il titolo di marchese di Mancini.
Era il quartogenito dei cinque figli della coppia, e il loro secondo figlio maschio. Diplomatico sotto Luigi XV, intraprese la carriera militare, fu capitano del primo reggimento reale dei dragoni, con il motto "reale innanzitutto, primo sempre" e un salario annuo di 4,000 livres, e poi colonnello.
Il 7 luglio 1767, sposò Yolande Martine Gabrielle de Polastron, che diventò in seguito la favorita di Maria Antonietta. Come risultato, guadagnò successo e notorietà soprattutto grazie all'influenza esercitata dalla moglie sulla regina. Il 23 agosto 1776, diventò il primo scudiere della regina. Fu creato duca ereditario dalla regina il 20 settembre 1780 e ministro delle poste nel 1782. Dal 1783 al 1789, fu governatore del castello di Chambord. Era uno dei giovani che componevano la cosiddetta "società particolare" della regina, cioè il gruppo di amici (oggi diremmo "salotto") con i quali Maria Antonietta amava passare le giornate divertendosi, cantando, giocando e facendo recite.
Negli anni successivi ricevette in regalo forti somme di denaro. Non contento di questo ben di Dio, abusò flagrantemente della sua carica per saccheggiare il tesoro reale, aumentando fraudolentemente i conti presentati alla regina per l'acquisto di centocinquanta nuovi cavalli, l'assunzione di altro personale per le scuderie e un maggiore rifornimento di materiale e di foraggio. Ogni spesa in più gli fruttava denaro, perché in ciascun acquisto le somme da lui sborsate erano di gran lunga inferiori a quelle messe in conto alla sua regale signora. Con i profitti di questi raggiri, acquistò diverse case di notevole valore, spese forti somme per arredarle e condusse un'esistenza principesca.
I Polignac erano una fazione reazionaria di corte, fermamente contraria alle riforme. Attraverso il loro interesse personale, l'orgoglio e la durezza, la coppia dei duchi subì l'odio del popolo e quindi, sotto consiglio della regina, considerò più saggio emigrare dalla Francia già nel luglio 1789, poco dopo la caduta della Bastiglia, ma non aveva voltato le spalle alla monarchia. Visse in Svizzera, Italia e Praga, facendo la campagna della prima e seconda coalizione contro la repubblica francese, nell'esercito di Condé dal 1792 al 1802, e ricoprì vari incarichi nella corte d'Austria. Il padre e la moglie morirono a Vienna rispettivamente nel 1792 e 1793. In seguito partì con la sua famiglia per la corte di Russia, dove fu molto favorevolmente accolto dall'imperatrice Caterina II e ricevette una terra con maniero in Ucraina, possedimenti che furono ulteriormente ampliati dalla liberalità degli imperatori Paolo I e Alessandro I.
Il 4 giugno 1814, alla prima restaurazione, nonostante fosse fuggito dalla Francia allo scoppio della rivoluzione lasciando la famiglia reale in difficoltà, fu creato pari di Francia da Luigi XVIII, divenendo nuovamente membro alla seconda restaurazione dopo il periodo dei Cento giorni, ma la nomina lo raggiunse in Russia, dove continuò a rimanere, solo il giorno prima della sua morte. Morì a San Pietroburgo nel 1817 e fu sepolto nella chiesa cattolica di Santa Caterina.
Ranieri III, principe di Monaco, era un discendente agnatico di Jules e di sua moglie.

## Discendenza
Il duca Jules di Polignac e Yolande de Polastron, duchessa de Polignac ebbero:
- Principessa Aglaé Louise Françoise Gabrielle de Polignac (7 maggio 1768 - 30 marzo 1803); soprannominata Guichette dopo aver sposato nel 1780 Antoine VIII Louis-Marie, duca di Guiche e VIII duca di Gramont;
- Principe Armand Jules Marie Héracle de Polignac, II duca di Polignac (11 gennaio 1771 - 1º marzo 1847); sposò Johanna von Neukirchen, senza figli;
- Principe Auguste Jules Armand Marie de Polignac, III duca di Polignac (10 novembre 1780 - 30 marzo 1847); sposò prima Barbara Campbell (1788-1819) ed ebbe figli; sposò poi Mary Charlotte Parkyns (1792-1864) ed ebbe figli; fu primo ministro di Francia dall'8 agosto 1829 al 30 luglio 1830, sotto il governo di Carlo X;
- Principe Camille Henri Melchior de Polignac, conte di Polignac (27 dicembre 1781 - 2 febbraio 1855); sposò Alphonsine Levassor de La Touche (1791-1861) ed ebbe figli. È il trisnonno del principe Ranieri III di Monaco.

## Nella cultura di massa
- Jules de Polignac è uno dei protagonisti del romanzo Addio mia regina di Chantal Thomas, pubblicato nel 2002.